# 구로기정
구로기정(일본어: 黒木町)은 일본 후쿠오카현 남부에 있던 야메군의 정이다.

## 지리
후쿠오카 현의 남단부, 후쿠오카시에서 남동쪽으로 약 50km, 구루메시에서 남동쪽으로 약 20 km의 장소에 위치한다. 내륙부에 있고 정역 남쪽은 구마모토현과 현 경계를 이루고 있다. 정역은 규슈 산지 안에 있어 산이 많다.

### 인접한 자치체
- 후쿠오카현
  - 야메시
  - 야메군：다치바나 정, 호시노 촌, 야베 촌

- 구마모토현
  - 야마가시

## 역사
- 1889년 4월 1일 - 정촌제 시행으로 고즈마 군 구로키 정이 성립하였다.
- 1954년 4월 1일 - 구로키 정이 4개의 촌과 신설 합병해 새로운 구로키 정이 되었다.
- 2010년 2월 1일 - 다치바나 정·야베 촌·호시노 촌와 함께 야메 시에 편입되어 소멸하였다.

## 산업
주로 야메 차의 생산에 힘을 기울이고 있고 야메 차 생산과 관련된 행사를 매년 개최하고 있다. 그린피아 야메, 구로키 대등, 시로야마 산이 있어 관광면에도 힘을 쓰고 있다.

## 교통

### 도로
- 국도 제442호선